# Peliosanthes weberi
Peliosanthes weberi är en sparrisväxtart som först beskrevs av Léopold Rodriguez, och fick sitt nu gällande namn av Noriyuki Tanaka. Peliosanthes weberi ingår i släktet Peliosanthes och familjen sparrisväxter. Inga underarter finns listade i Catalogue of Life.